# Gaetano Brunetti
Gaetano Brunetti (o Cayetano Bruneti) (Fano, 9 agosto 1744 – Colmenar de Oreja, 16 dicembre 1798) è stato un compositore e violinista spagnolo di origine italiana.

## Biografia

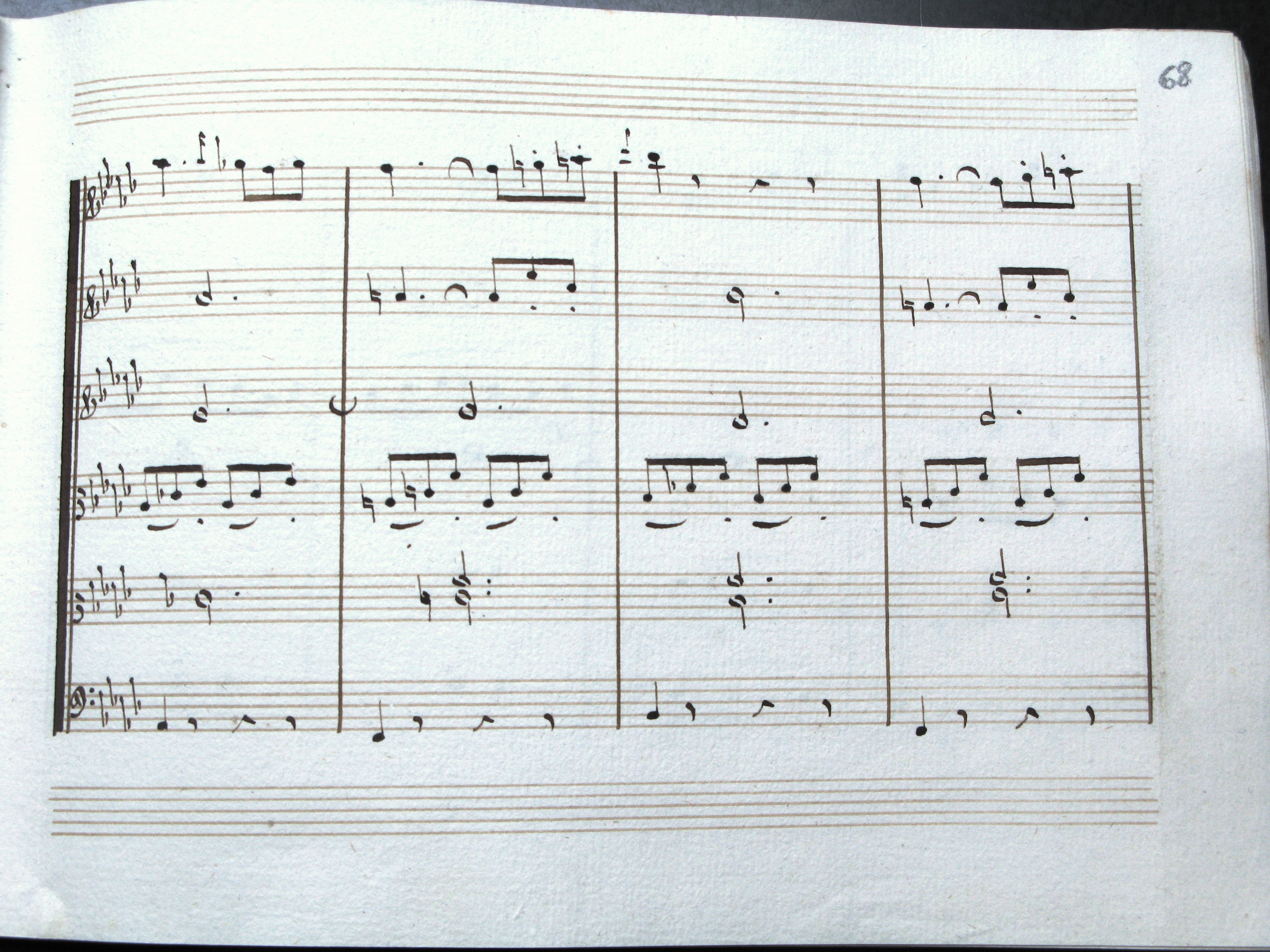
Il sestetto Brunetti

Poco si conosce sugli anni giovanili di Brunetti. Figlio di Stefano Brunetti e di Vittoria Gregoretti (vedova di Giuseppe Peruzzini), probabilmente da giovane studiò violino a Livorno sotto la guida di Pietro Nardini. Nel 1760 si recò con il padre a Madrid, dove nel 1767 entrò al servizio di Carlo III diventando secondo violino e compositore presso la cappella reale; Brunetti rimase per tutta la vita alla corte del re di Spagna. In questi anni operò anche come insegnante di violino per il Principe delle Asturie (il futuro Carlo IV). Dal 1771 incrementò ulteriormente la sua attività compositiva grazie alle numerose commissioni che ricevette. Nel 1779 diventò responsabile dell'organizzazione degli spettacoli: egli infatti si occupò del reperimento del materiale musicale necessario, del pagamento dei musicisti che prestavano servizio a corte, del trasporto degli stessi e dei loro relativi strumenti.
Nel 1788 Carlo III morì e salì quindi al trono il figlio Carlo IV; costui costituì i músicos de la real cámera, un trio composto da: Brunetti come violinista, suo figlio Francisco Brunetti come violoncellista e Manuel Espinosa all'oboe e al clavicembalo. Nel 1789 fondò anche un'orchestra da camera composta da dodici musicisti e con Brunetti maestro della stessa. Gli fu inoltre affidato l'incarico di direttore della biblioteca reale di Madrid. Durante la sua intensa attività musicale compose per la sua orchestra sinfonie e altrettanta musica da camera, come sonate, trii, quartetti, quintetti, sestetti e divertimenti. Mantenne tutte queste posizioni fino alla morte senza mai tralasciare la composizione.

## Considerazioni sull'artista
Dopo la sua morte, cadde l'oblio su Brunetti e la sua musica, la quale tra l'altro fu raramente pubblicata mentre egli era in vita, in quanto era stata per lo più scritta ed eseguita per i Reali di Spagna. Anche al giorno d'oggi, a parte alcune incisioni, essa non è nota all'ascolto del grande pubblico. Di assoluto rilievo sono 33 sinfonie (di cui quattro giovanili andate distrutte durante la seconda guerra mondiale, a Milano); di queste, la Sinfonia n. 9, per due violini e orchestra, è "concertante" e quella n. 33, per violoncello obbligato e orchestra, del 1780, è "a programma": intitolata Il Maniàtico (il maniaco), è indicativa del gusto della ricerca e dell'originalità del Brunetti. Sulla partitura, infatti, si legge che la sua sinfonia "descrive, per quanto si puote con l'uso de' soli intrumenti, senza l'aiuto delle parole, la fissazione di un delirante ad un oggetto, e questa parte viene eseguita da un violoncello solo, a cui si uniscono gli altri istrumenti quasi amici impegnati a liberarlo dal suo delirio, presentandoli (sic) una infinita varietà de idee nella varietà de' motivi...", anticipando così, secondo il Grove, "Berlioz e R. Strauss nell'uso di un solo strumento ad arco... per esprimere le passioni dell'eroe e le idee del delirio". Come sinfonista, lo Jenkins lo ritiene "il più interessante e importante compositore italiano della fine del sec. XVIII. Ultimo della grande stirpe dei sinfonisti italiani del periodo classico, oltrepassa di gran lunga tutti i contemporanei nel cammino verso il romanticismo. Le sue 33 sinfonie abbracciano il periodo che corre dal cosiddetto stile galante al primo romanticismo". La sua scrittura è solida, chiara la forma, nella quale è "il più originale di tutti i contemporanei, esclusi i transalpini Haydn e Mozart", l'estro sempre vivo, a volte bizzarro, magistrale l'orchestrazione e "cautamente brillante" (ibid.).
Scrisse 451 lavori, quasi tutta di musica strumentale.

## Lavori

### Lavori strumentali

#### Musica per orchestra
- 32 sinfonie, di cui:
  - n. 14 in do maggiore (1779)
  - n. 15 in si maggiore (1779)
  - n. 18 in re maggiore (1779)
  - n. 19 in si minore (1779)
  - n. 20 in mi maggiore (1779)
  - n. 13 in re maggiore (1780)
  - n. 33 Il maniatico in do minore (1780)
  - n. 26 in si maggiore (1782)
  - n. 22 in sol minore (1783)
  - n. 23 in fa maggiore (1783)
  - n. 24 in do maggiore (1783)
  - n. 25 in re maggiore (1783)
  - n. 29 in do maggiore (1783)
  - n. 30 in mi maggiore (1783)
  - n. 31 in re minore (1783)
  - n. 21 in mi maggiore (1784)
  - n. 27 in si maggiore (1787)
  - n. 16 in re maggiore (1789)
  - n. 17 in si maggiore (1789)
  - n. 28 in la maggiore (1789)
  - n. 34 in fa maggiore (1790)
  - n. 7 in do minore
  - n. 8 in la maggiore
  - n. 9 in re maggiore
  - n. 10 in si maggiore
  - n. 11 in fa maggiore
  - n. 12 in sol maggiore
  - n. 32 in do minore
  - n. 35 in mi maggiore
  - n. 36 in la maggiore/minore
  - n. 37 in do maggiore
- 4 sinfonie concertanti
  - n. 1 in do maggiore (1769)
  - n. 2 in do maggiore (1787)
  - n. 3 in si maggiore (1788)
  - n. 4 in do maggiore (1794)
- 6 ouverture (1772)
- Variazioni per orchestra in fa maggiore
- 18 minuetti
- 12 contradanze (1789)
- 7 marce (1779-1787)
- 8 galoppi

#### Musica da camera
- 12 sestetti
  - 6 per 3 violini, viola e 2 violoncelli (1775)
  - 6 per 2 violini, oboe, 2 viole e violoncello
- 66 quintetti per 2 violini, 2 viole e violoncello
- 6 quintetti per 2 violini, viola, fagotto e violoncello
- 44 quartetti per archi
- 20 quaretti per vari strumenti
- 70 minuetti per quartetto d'archi
- 30 trii
- 30 minuetti per trio d'archi
- 2 divertimenti per 2 violini
- 6 divertimenti per violino e viola
- 67 sonate per violino e basso
- 13 adagios glosados per violino e basso
- Sonata per viola e basso (1789)
- 23 divertimenti per violino, viola e violoncello
- 6 duetti per 2 violini
- 4 duetti per 2 violini
- Solo per violino

### Lavori vocali

#### Musica sacra
- Messa per 8 voci e orchestra (1766)
- Miserere per 4 voci e strumenti vari (1794)
- 3 lamentazioni (1794)

#### Musica profana
- E ver' pur troppo (aria da concerto)
- L'ossa insepolte (aria da concerto)
- Non so più dov'io sia (aria da concerto)
- Involarmi il mio tesoro? (aria da concerto)
- Se pietà (aria da concerto)
- Se sapresti che soffri (aria da concerto)
- Che fa il mio bene (cavatina)